# Dirck Jacobsz Schoonhoven
Dirck Jacobsz Schoonhoven (Schoonhoven, ca. 1565 – Gouda, 1640) was een regent in de stad Gouda in de Noordelijke Nederlanden en dijkgraaf van de Krimpenerwaard.

## Leven en werk
Schoonhoven was waarschijnlijk een zoon van een burgemeester van Schoonhoven. Hij vestigde zich in Gouda waar hij op 27 december 1588 trouwde met Agniesje Florisdr Verharst, dochter van een Goudse burgemeester. In 1600 werd hij lid van de Goudse vroedschap. Hij was in de periode van 1601 tot en met 1615 meerdere malen gecommitteerde voor Gouda in de Admiraliteit van Amsterdam en gecommitteerde bij de Raden van Holland in het Zuiderkwartier. In 1614 werd hij benoemd tot dijkgraaf van de Krimpenerwaard. In Gouda vervulde hij in de periode 1600 tot 1618 diverse regentenfuncties, zoals fabriekmeester, thessaurier, schepen en burgemeester. In 1618 werd hij, als medestander van Van Oldenbarnevelt, door Maurits ontslagen als lid van de Goudse vroedschap. Schoonhoven maakte eerder deel uit van de delegatie, onder leiding van Hugo de Groot, die Maurits moest verhinderen om de waardgelders in Utrecht af te danken.
Schoonhoven was de vader van de dichter Florentius Schoonhoven en de grootvader van de Goudse burgemeester Jacob Bonser. Zijn kleinzoon werd in 1672 ontslagen als lid van de Goudse vroedschap, omdat hij net als zijn grootvader tot de tegenstanders van de prinsgezinden behoorde.
Schoonhoven woonde in Gouda in een patricierswoning aan de Westhaven. Zijn zoon Florentius kocht in 1634 het naast deze woning gelegen huis "De Wildeman". Hij overleed in 1640 in zijn woonplaats Gouda.